# هرستایلز
هرسْتایلز (به انگلیسی: Hairstyles) یک مجله ماهانه چندزبانه دربارهٔ مد و پوشاک و مدل مو می‌باشد.